# Herbert Parkes Riley
Herbert Parkes Riley ( 1904 - 1988 ) fue un genetista, botánico inglés-sudafricano.

## Algunas publicaciones
- 1959. Chromosome numbers in Aloe
- 1968. Chromosomal interchanges and evolution in the Aloineae. 13 pp.
- 1969. Meiosis in a triploid Haworthia with a chromosomal translocation. 5 pp.

### Libros
- 1931. Self sterility in Shepherd's purse. Ed. Princeton University. 120 pp.
- norman h. Giles (jr.), herbert p. Riley. 1949. The effect of oxygen on the frequency of X-ray induced chromosomal rearrangements in tradescantia microspores. Ed. Oak Ridge National Lab. 14 pp.
- 1963. Families of flowering plants of Southern Africa. Ed. University of Kentucky Press  en Lexington. xviii + 269 pp.
- 1967. Introduction to genetics and cytogenetics. Ed. Hafner. 596 pp.
- 1970. Evolutionary ecology. Contemporary thought in ecological science series. Ed. Dickenson Pub. Co. 113 pp.

- La abreviatura «H.P.Riley» se emplea para indicar a Herbert Parkes Riley como autoridad en la descripción y clasificación científica de los vegetales.[1]